# Epicauta talpa
Epicauta talpa es una especie de coleóptero de la familia Meloidae.

## Distribución geográfica
Habita en Argentina.